# サン・バルテルミの虐殺

サン・バルテルミの虐殺　フランソワ・デュボワ(1529-1584), ローザンヌ美術館

サン・バルテルミの虐殺（サン・バルテルミのぎゃくさつ フランス語：Massacre de la Saint-Barthélemy）は、1572年8月24日にフランスのカトリックがプロテスタントを大量虐殺した事件である。
聖バルテルミーの虐殺あるいは（英語表記から）聖バーソロミューの虐殺（St. Bartholomew's Day Massacre）とも表記される。

## 概要
宗教改革者ジャン・カルヴァンの思想がフランスでも勢力を持ち、プロテスタントはカトリック側から「ユグノー」と呼ばれた。1562年以降、フランスはカトリックとユグノーとの内乱状態（ユグノー戦争）となっていた。
国王シャルル9世の母后カトリーヌ・ド・メディシスの提案により、ユグノーとカトリックとの融和を図るため、ユグノーの指導者であるナバラ王アンリ（有力な王位継承権を持つブルボン家当主）と王妹マルグリット（国王シャルル9世の妹）が結婚することになった。1572年8月17日に結婚式が行われ、ユグノーの中心人物であるコリニー提督はじめ多くのユグノー貴族が結婚を祝うためパリに集まっていた。8月22日にコリニーが狙撃されて負傷する事件が起こると、ユグノーは憤り、国王に真相究明を求めた。

2日後、サン・バルテルミの祝日である8月24日、カトリック強硬派のギーズ公の兵がコリニー提督を暗殺し、シャルル9世の命令により宮廷のユグノー貴族多数が殺害された。だが、事態は宮廷の統制を超えて暴発し、市内でもプロテスタント市民が襲撃され、虐殺は地方にも広まり、犠牲者の数は約1万～3万人とされる。
ナバラ王アンリは捕らえられ、カトリックへの改宗を強制された。だが、内乱はこれでは終わらず、ユグノーは暴君放伐論を唱えてより強硬に抵抗するようになり、穏健派カトリックも独自勢力であるポリティーク派を形成するようになった。
2年後にシャルル9世が死去し、1576年にはナバラ王アンリが逃走してプロテスタントに再改宗した。その後、内乱は新国王アンリ3世（シャルル9世の弟）、カトリック同盟のギーズ公アンリそしてユグノー陣営のナバラ王アンリの三つ巴のいわゆる「三アンリの戦い」と呼ばれる泥沼状態に陥る。ギーズ公とアンリ3世が相次いで暗殺された後の1589年にナバラ王アンリが王位を継承する（アンリ4世）。この宗教戦争は1598年にアンリ4世がプロテスタントに一定の制限はあるが信仰の自由を容認したナントの勅令を発するまで続いた。

## 背景

### フランスの改革派、ユグノー

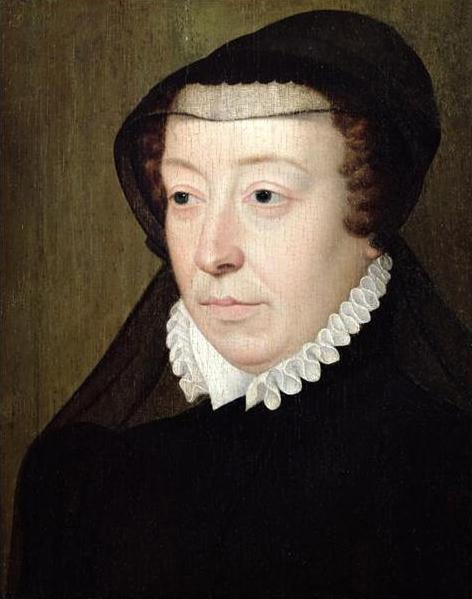
カトリーヌ・ド・メディシス
アンリ2世の妃で、メディチ家出身。夫の死後は相次いで息子を即位させ、実権を握った

1517年にマルティン・ルターが発表した『95ヶ条の論題』を契機に神聖ローマ帝国領域（現在のドイツ）で宗教改革運動が始まった。帝国はプロテスタント諸侯とカトリック諸侯とに分裂して対立した。抗争はシュマルカルデン戦争（1546年～1547年）に勝利した皇帝カール5世のカトリック陣営優勢に終わるかに見られた。だが、1552年にフランスと結んだザクセン選帝侯モーリッツが反乱を起こして皇帝を襲撃し、カール5世は大敗を喫してプロテスタント信仰（ルター派のみ）を容認するアウクスブルクの和議（1555年）を余儀なくされる。
スペイン・ハプスブルク家の領地であったネーデルラントにもプロテスタントが浸透しており、スペイン王フェリペ2世はアルバ公を派遣して弾圧による恐怖政治で応じたが、1568年に北部ネーデルラント7州が反乱を起こしオランダ独立戦争（八十年戦争）が勃発する。
フランスにおいても宗教改革と通じる福音主義的思想が現れた。その最初期のものは、ルフェーヴル・デタープルによるパウロの書簡の注解（1512年）やフランス語訳新約聖書（1523年）があげられる。しかしパリ大学の神学者やパリ高等法院から弾圧され、デタープルはストラスブールへ亡命するなど、改革運動に迫害が加えられた。だが改革派は急速に影響力を増大させ、1550年代にはカルヴァンの指導の下で組織化が図られるようになった。
国王フランソワ1世は姉のマルグリットが人文主義や改革運動に好意的であったためか、当初改革派に理解を示していたが、檄文事件を境に弾圧に回り、パリ高等法院に異端審問委員会を設置した。さらに後継者アンリ2世は1547年に特設異端審問法廷を設け、弾圧を強化した。
これに対し改革派は1559年に第1回全国改革派教会会議を開催し、信仰箇条や教会の規則を定めて一応の組織化を果たした。プロテスタントは血統親王であるブルボン家のナバラ王アントワーヌを盟主に戴き、後により信仰に熱心なその弟のコンデ公ルイが中心人物となった。
1559年に馬上槍試合での事故によりアンリ2世が死去すると、15歳のフランソワ2世が即位し、王妃メアリー・スチュアート（スコットランド女王メアリー）の伯父であるギーズ公フランソワとロレーヌ枢機卿が実権を掌握した。熱烈なカトリックであるギーズ家はプロテスタント迫害を行い、これに反発した不平貴族がギーズ家打倒を図るが、逆襲を受け多数のプロテスタント貴族が処刑されてしまう（アンボワーズの陰謀）。母后カトリーヌ・ド・メディシスに召喚され、宮廷に出仕したコンデ公も逮捕された。
1560年に僅か1年半の在位でフランソワ2世が病死して幼少のシャルル9世が即位すると、母后カトリーヌは本来は摂政となるべき第一血統親王のナバラ王アントワーヌと取引を行い、ナバラ王の辞退によりカトリーヌが摂政となり、代わりにコンデ公は釈放された。実権を握ったカトリーヌは大法官ミシェル・ド・ロピタルを重用してプロテスタントとの融和政策を採る。カトリーヌはカトリックとプロテスタントの代表者による宗教会談（ポワシー会談）を開き、宗教融和を図るが、彼女の楽観的な見通しに反して、両者の信仰上の相違は大きく決裂に終わった。
ユグノー（huguenot）というフランス・プロテスタントの呼称はカトリックとプロテスタントとの論争の際に生まれ、ドイツ語のEidgenosse（アイトゲノッセ、盟友の意味）から生まれた蔑称である。

### ユグノー戦争

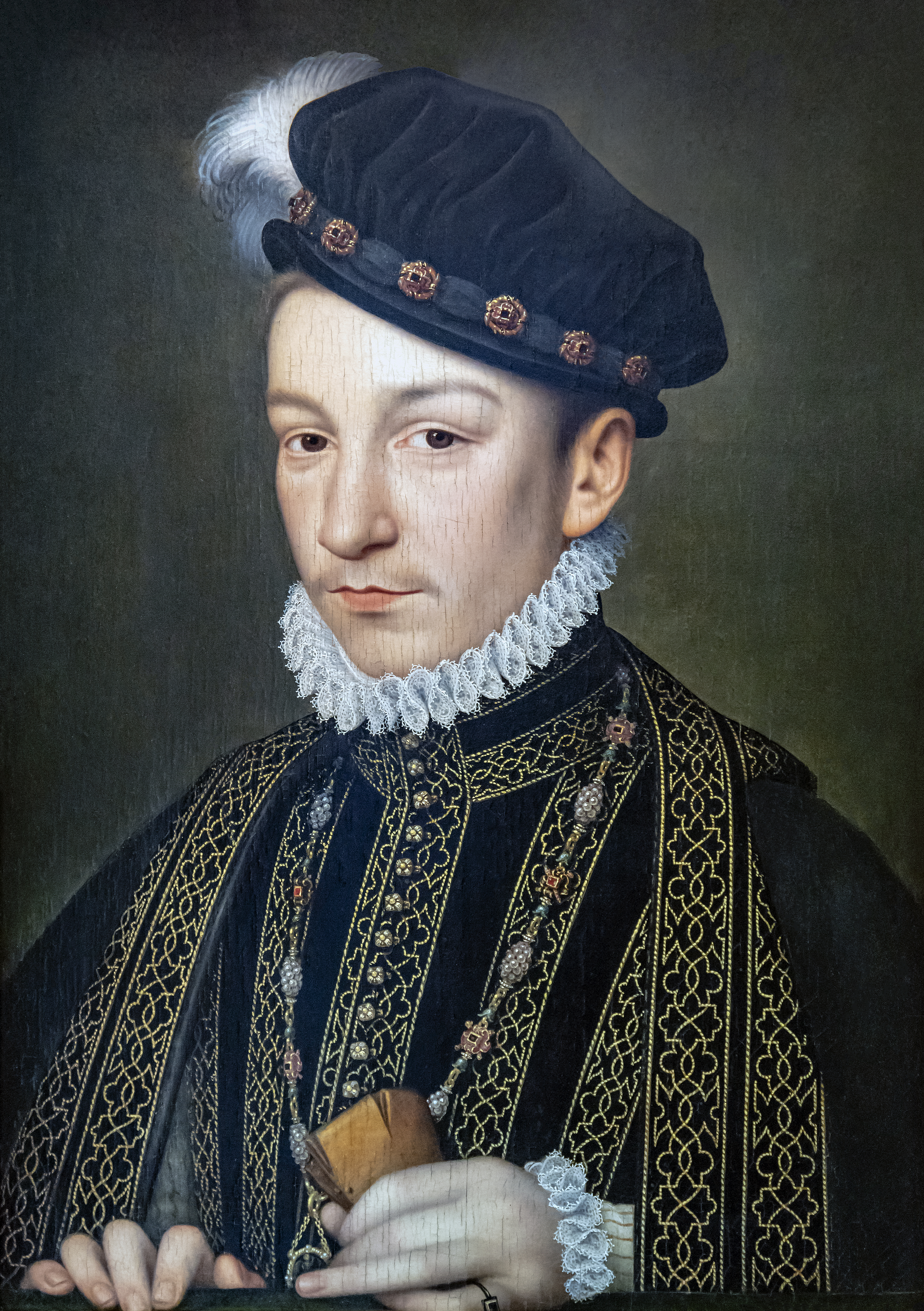
シャルル9世。サン・バルテルミの虐殺が発生した1572年8月時点で22歳だった。

1562年、カトリーヌは内戦を回避すべくサン＝ジェルマン勅令（一月勅令）を発し、プロテスタントに一定の制限の下での礼拝の自由を容認するが、ギーズ公の兵士がプロテスタントを虐殺する事件（ヴァシーの虐殺）が起き、内戦は不可避となった。
ユグノーの指導者コンデ公とコリニー提督は兵を集めて諸都市を攻撃するとともに、イングランド女王エリザベス1世とハンプトン・コート条約を結び援助を取りつけた。国王軍は反撃に出て、ルーアンを陥落させるが、この戦いでナバラ王アントワーヌ（カトリックに改宗して国王軍の司令官になっていた）が戦死している。ドルーの戦いで国王軍はコンデ公を捕虜にし、カトリック陣営が優勢になるが、オルレアン包囲戦の最中にギーズ公フランソワが暗殺されてしまう。ギーズ家はコリニー提督が暗殺の黒幕と信じた。強硬派だったギーズ公フランソワの死により、カトリーヌが和平を調停し、1563年に和議が成立した。
1567年まで約4年間一応の平和は保たれたが、プロテスタントとカトリックの対立は続き、国王・母后のスペインへの接近を警戒したユグノー陣営が国王奪取を企てたため（モーの奇襲）、内戦が再開した（第二次戦争）。翌1568年にロンジュモーの和議が結ばれたが、この和平は直ぐに破綻した（第三次戦争）。ユグノーは大西洋沿海地域の要塞化された拠点ラ・ロシェルへと退却し、ジャンヌ・ダルブレも15歳の息子アンリ・ド・ブルボンとともに彼らに合流した。ジャンヌはカトリーヌに対して「私たちは神と信仰を捨てるよりは死ぬことを決意してここへやって来た」と書き送っている。カトリーヌはジャンヌを「世界で最も恥ずべき女」と呼んだ。
1569年のジャルナックの戦いで王弟アンジュー公アンリ（後のアンリ3世）率いる国王軍が勝利し、コンデ公が戦死する。これにより、先に死去したナバラ王アントワーヌとジャンヌ・ダルブレ（ナバラ女王ファナ3世）の息子アンリ・ド・ブルボン（後のアンリ4世）がユグノー陣営の盟主となった。
ユグノー軍は一時苦境に陥るが、コリニー提督の指揮により巻き返し、パリへと進軍する。資金を使い果たした国王軍は1570年8月8日にサン・ジェルマンの和議を結び、ユグノーに対してこれまで以上の寛容を余儀なくされた。

## コリニー提督の宮廷復帰

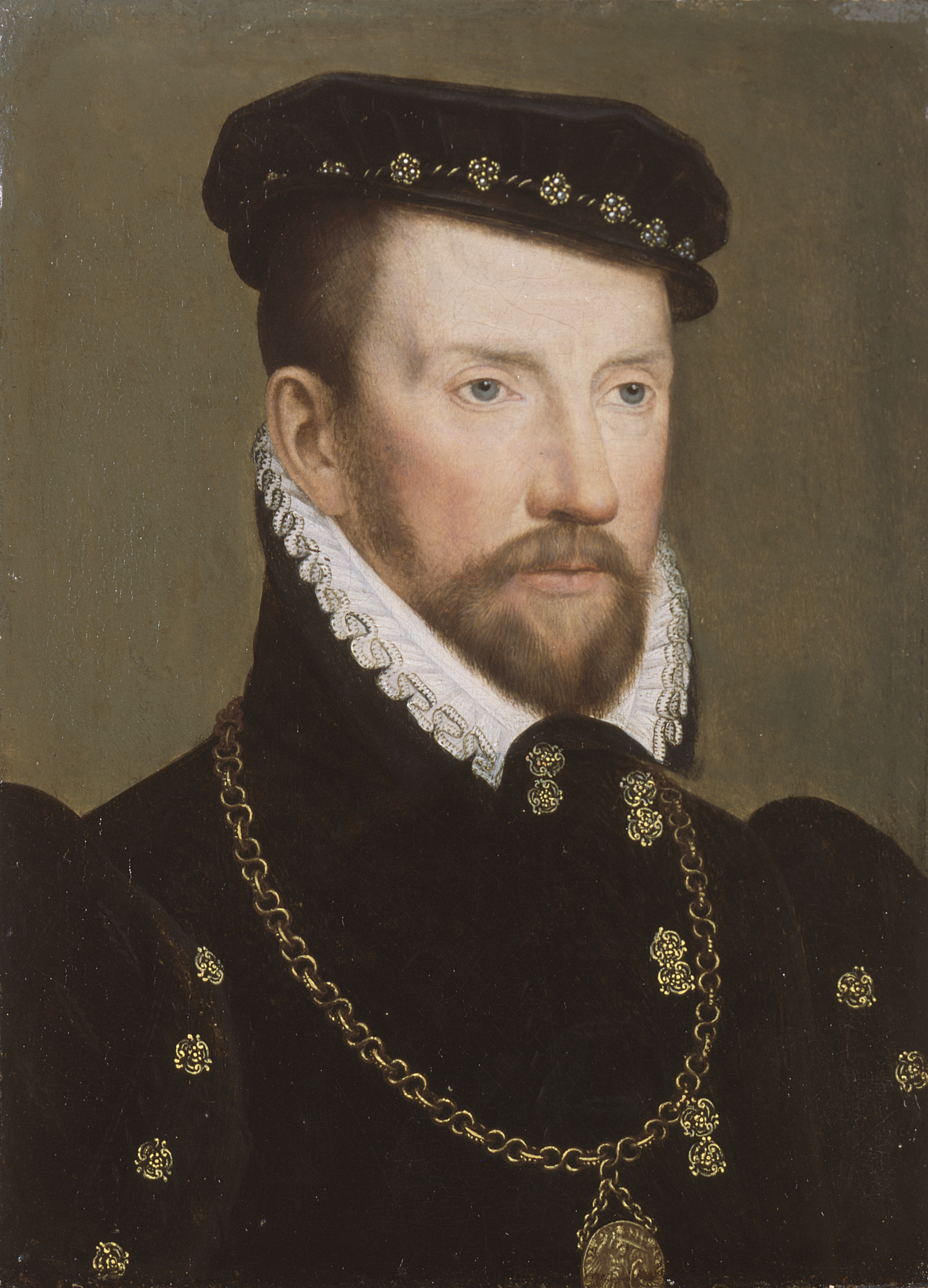
ユグノーの指導者。ガスパール・ド・コリニー。「提督」（Amiral de France）の称号で知られる。

サン＝ジェルマンの和議により、ユグノーには礼拝の自由と4ヶ所の安全保障都市（ラ・ロシェル、ラ・シャリテ＝シュル＝ロワール、コニャック、モントーバン）が与えられた。
強硬派カトリックを率いるギーズ家が宮廷で忌避される一方で、1571年9月にユグノーの指導者コリニー提督が国務会議に復帰した。カトリックたちはプロテスタントの宮廷復帰に衝撃を受けたが、母后カトリーヌ・ド・メディシスと国王シャルル9世は内戦を再開させない決意をしていた。彼らは王国財政の困難を自覚しており、このため平和を維持し、コリニー提督と友好的な関係を保とうとしていた。ところが、国王シャルル9世本人がコリニー提督に強く傾倒するようになり、国王は彼を「よき友」「父上」と呼ぶまでになってしまう。
国王の信頼を得たコリニー提督は、サン＝ジェルマンの和議の適用をユグノー側に有利に進めさせる。1569年にユグノーをかばった罪で処刑されたフィリップ・ド・ガスティーヌの邸宅に立てられた十字架の問題が熱心なカトリックであるパリ市民の不満を煽ることになった。この十字架は群集がガスティーヌの邸宅を打ち壊したさいに立てられたものであったが、和議の適用を実施するカトリックとプロテスタントの混合委員会はユグノーにとって侮辱である十字架をイサン墓地へ移すよう命じた。高等法院とパリ市長はこれに反対して問題が紛糾し、結局、12月に民衆の抵抗を排除して十字架は取り除かれたが、この際に約50人が犠牲となり、群集による家屋打ち壊しが起こっている。
1572年5月にルートヴィヒ・フォン・ナッサウ率いるユグノー軍が国境を越えてネーデルラント領エノーへ侵攻し、モンスとヴァランシエンヌを占領したとの報告がパリへもたらされると緊張はより一層高まった。ルートヴィヒ・フォン・ナッサウはネーデルラントでスペインに対する反乱を起こしたオランジュ公ウィレム1世の弟であり、兄に代わって南フランスのオランジュ公国を統治していた人物だった。カトリックはコリニー提督がオランダ人の側に立って参戦するよう国王を説得していると信じた。事実、コリニー提督はネーデルラントでの戦争に介入するようシャルル9世を説得しており、前年の10月にはこれに成功していたが、カトリーヌがこの決定を覆している。

## ナバラ王アンリと王妹マルグリットの結婚

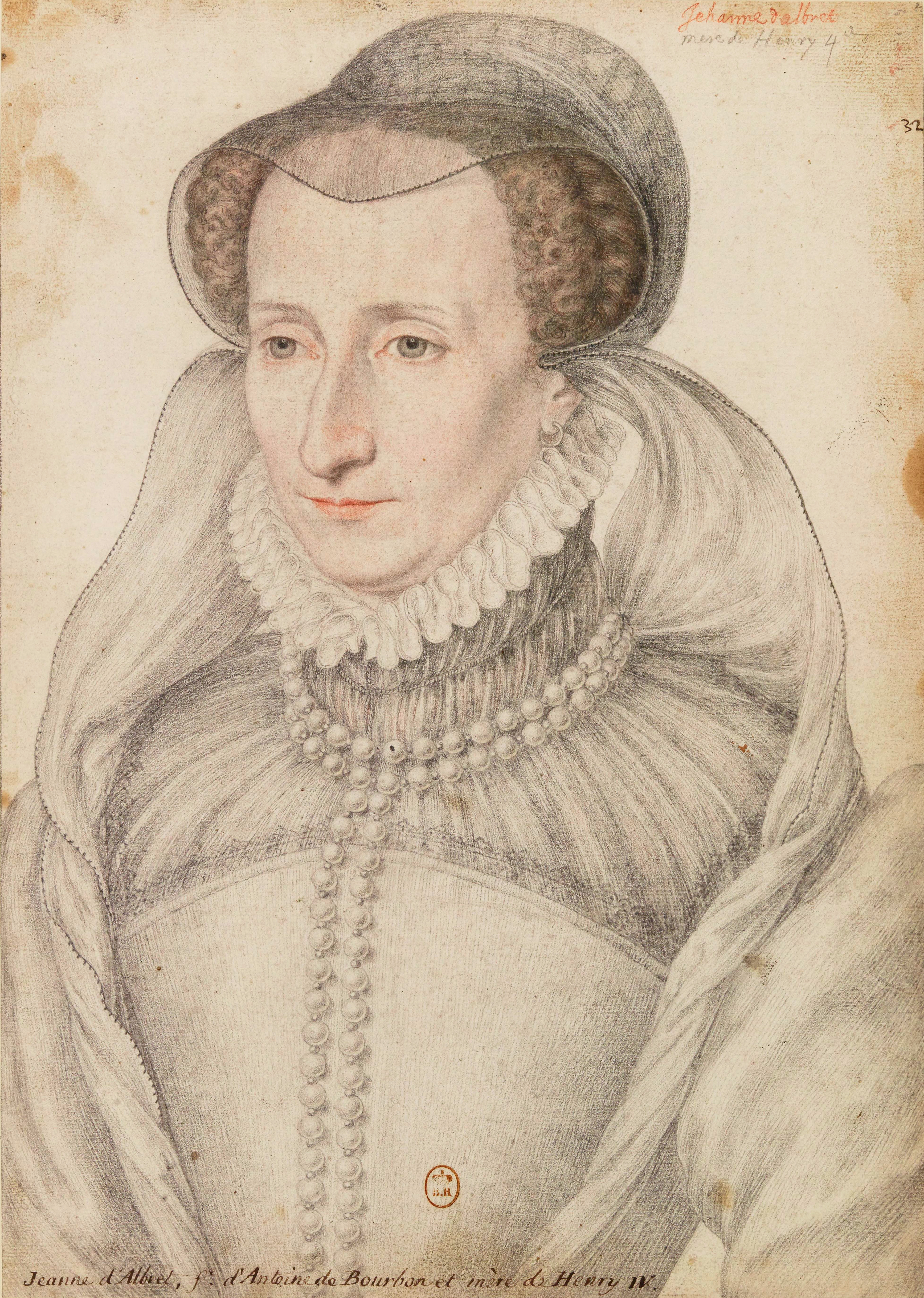
ジャンヌ・ダルブレ（ナバラ女王ファナ3世）

サン＝ジェルマンの和議が成立すると母后カトリーヌは両宗派間の和平を固めるために、王女マルグリット・ド・ヴァロワとユグノー陣営の盟主アンリ・ド・ブルボンとの結婚を提案した。アンリ・ド・ブルボンの母ジャンヌ・ダルブレは二人の信仰の違いを理由に反対しており、カトリックの側でもこの結婚には反対意見が強く、教皇ピウス5世は結婚の承認を頑強に拒み、教皇特使はマルグリットは妾となり、生まれた子は私生児になるとカトリーヌを脅した。マルグリット自身にも問題があり、彼女はギーズ公アンリ（先に暗殺されたギーズ公フランソワの息子）とひそかに恋仲になっており、このことを知ったカトリーヌは激怒し、娘を寝室から連れて来させると、王とともに彼女を引っ叩き、寝間着を引き裂き、そして彼女の毛髪をひとつかみ引き抜いた。この件の為にギーズ家一門は、一時的に宮廷から退かされている。
カトリーヌはジャンヌ・ダルブレに宮廷に出仕するよう圧力をかけた。彼女はジャンヌの息子との面会を求め、決して危害を加えないと約束すると書き送った。これに対してジャンヌは「申し訳ありません。私はお手紙を読んで笑ってしまいました。なぜなら、貴女様は私がかつて感じたこともない恐怖を取り除いてくださると申されますので。私は、人々が言うように、貴女が小さな子供を食べてしまうと考えたことなどございません」と返書した。
1572年2月、結婚の交渉の為にジャンヌは宮廷に出仕するが、母后の態度への不満や宮廷の腐敗を非難する手紙を息子に書き送っている。
| 「 | 私は王様や、私を苛立たせる [me traite á la fourche] 母后様と自由にお話をすることはできません;... 彼らの主目的があなたを神と私から引き離すことであるとあなたは疑いなく悟っていることでしょう。 | 」 |

| 「 | 彼女（カトリーヌ）は事ごとに私を愚弄し、その後に私の言ったことと全く逆のことを人々に話すのです…彼女はすべてを否定して私の顔を笑います…彼女は私を屈辱的に扱い、私はグリゼルダ (Griselda) （民話上の忍耐強い女性）を越える忍耐力で辛うじて平静を保っています。 | 」 |

彼女はマルグリットをプロテスタントに改宗させようと試みたが失敗に終わった。

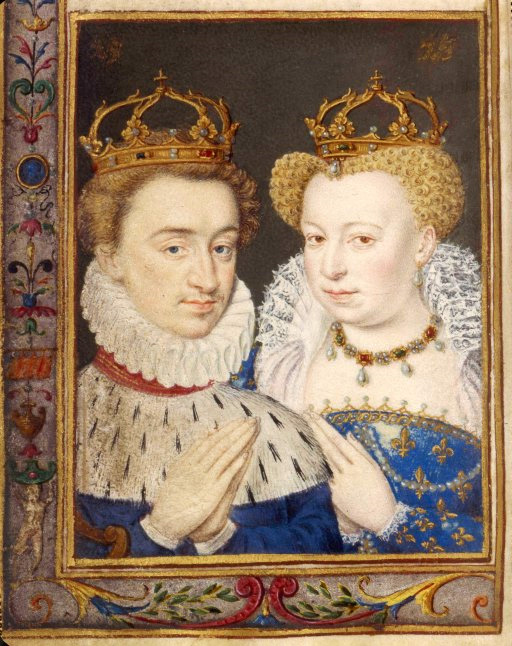
ナバラ王アンリと王妃マルグリット。作者不明。1572年。

4月12日に結婚の契約が調印され、ブルボン枢機卿が司祭ではなく伯父として祝福を行い、花婿はミサには出席せず教会の外に留まる変則的な結婚式が取り決められた。その後、ジャンヌ・ダルブレは結婚式の準備のためにパリに滞在していたが、病に倒れ6月8日に死去してしまった。検視の結果は胸部の膿瘍と結核による死であったが、プロテスタントはカトリーヌが毒を仕込んだ手袋を使ってジャンヌ・ダルブレを暗殺したと非難した。ジャンヌ・ダルブレの死により、アンリ・ド・ブルボンがナバラ王位を継承した（ナバラ王エンリケ3世）。
7月、ナバラ王アンリが騎兵800を率いてパリに入城し、また結婚式に参列するため多数のユグノー貴族が地方からパリに集まって来た。だが、パリは強硬な反ユグノー派都市であり、熱烈なカトリックであるパリ市民はユグノー貴族たちの存在を許容できないと感じており、カトリック説教師たちに扇動されたパリ市民はフランス王族がプロテスタントと結婚することに恐怖していた。
この悪感情には凶作と重税への不満も混じり合っていた。食糧価格の値上がりと、王室結婚のための贅沢な装飾はパリ市民の反感を受けた。緊張が高まる中、カトリックの守護者と見なされていたギーズ公へのパリの民衆の期待が高まった。
プロテスタントとカトリックとの混合結婚式（mariage du mixtes）は8月18日にパリ市内のノートルダム聖堂で挙行された。取り決め通りにナバラ王は祝福のミサには出席せず、新婦のみが聖堂に入り、その間、新郎は外で待機する奇妙な形式で執り行われた。ブルボン枢機卿が結婚の同意をマルグリットに求めた際に彼女は沈黙して同意の言葉を発さず、立腹したシャルル9世が彼女のうなじを抑えて強引に同意の印とさせている。
挙式後の数日間、盛大な祝祭行事が行われたが、カトリックとプロテスタントとの関係は一層険悪化する。ギーズ家とライバル関係にあるパリ総督モンモランシー公フランソワは危険な情勢を察知してパリから退去してしまった。

## コリニー提督暗殺未遂

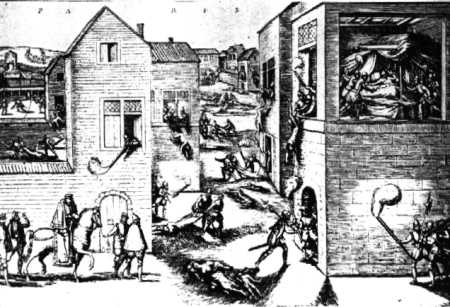
事件を描いた俗画。左側にコリニー提督暗殺未遂の様子が描かれ、右側にはその後に起こった彼の殺害と通りでの大量虐殺が描かれている。

8月22日、コリニー提督がルーヴル宮から宿へ帰る途中、家屋から銃声が鳴り響き、彼の手と腕を負傷させた。窓に置かれた発煙している火縄銃が発見されたが、犯人は建物の裏手に用意していた馬に乗って逃亡しており、後に捜査員はこの家屋からギーズ家へ向かう馬の足跡を追跡し犯人はシャルル・ド・ルヴィエ・ド・モールヴェールであると主張している。
コリニー提督はベティシー通りの宿舎へ運び込まれ、外科医アンブロワーズ・パレが肘から弾丸を摘出して負傷した指を切断した。母后カトリーヌ・ド・メディシスは無感動にこの知らせを受け取るとシャルル9世や廷臣たちとともにコリニー提督を訪ね、国王は涙を流して犯人を罰すると約束した。通説では対スペイン開戦を主張するコリニー提督を危険視したカトリーヌが事件の黒幕だとされており、後に王弟アンジュー公は彼とカトリーヌがアンナ・デステ（先に暗殺されたギーズ公フランソワの未亡人）と共謀して暗殺を計画したと発言している。王妹マルグリットも後に「兄のポーランド王（アンジュー公）と母が関与した」と語っている。
他にはギーズ家首謀者説、コリニー提督の国王への影響を止めようとするスペイン王やスペイン人教皇による陰謀説などがある。

## 虐殺

### パリ

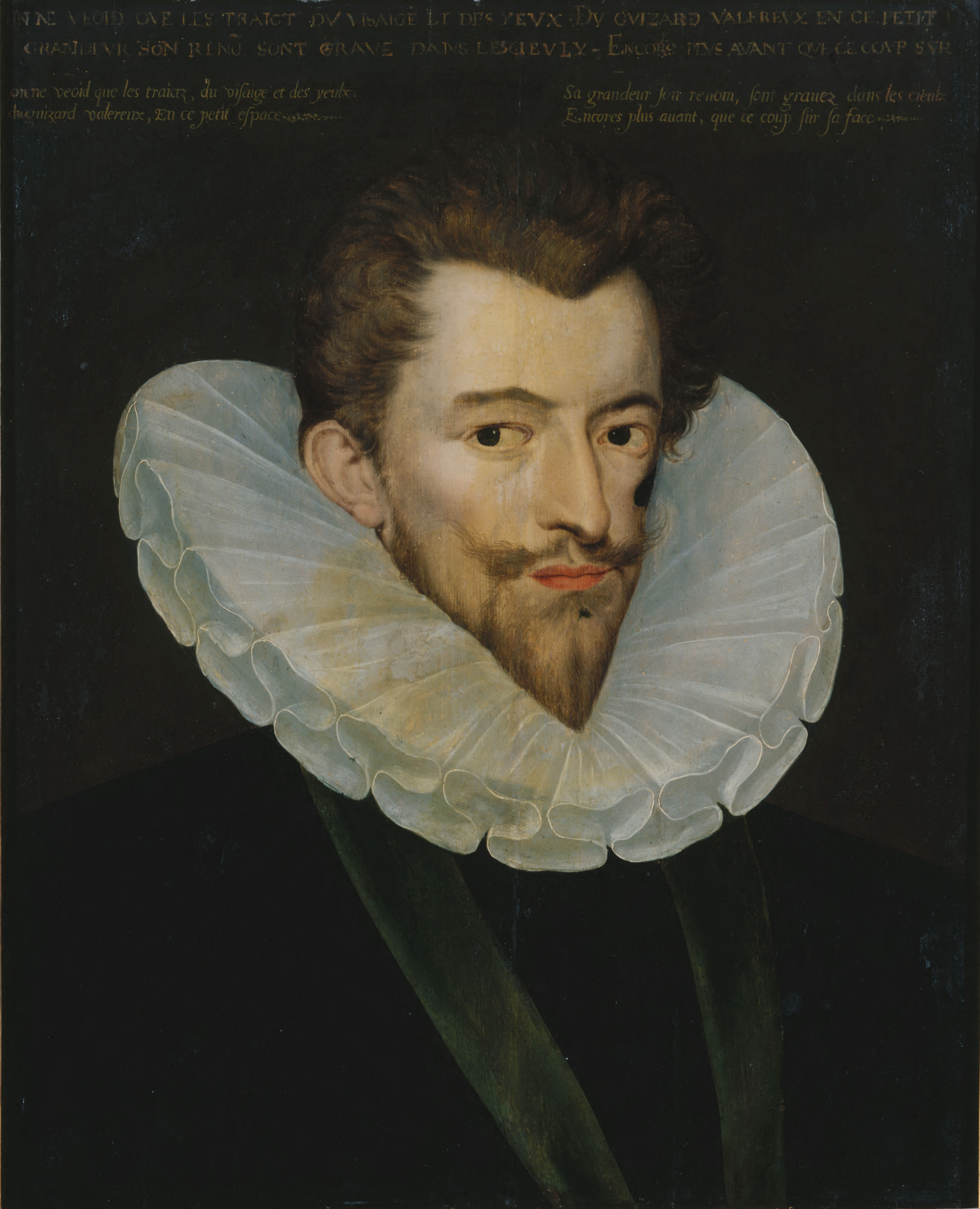
ギーズ公アンリ

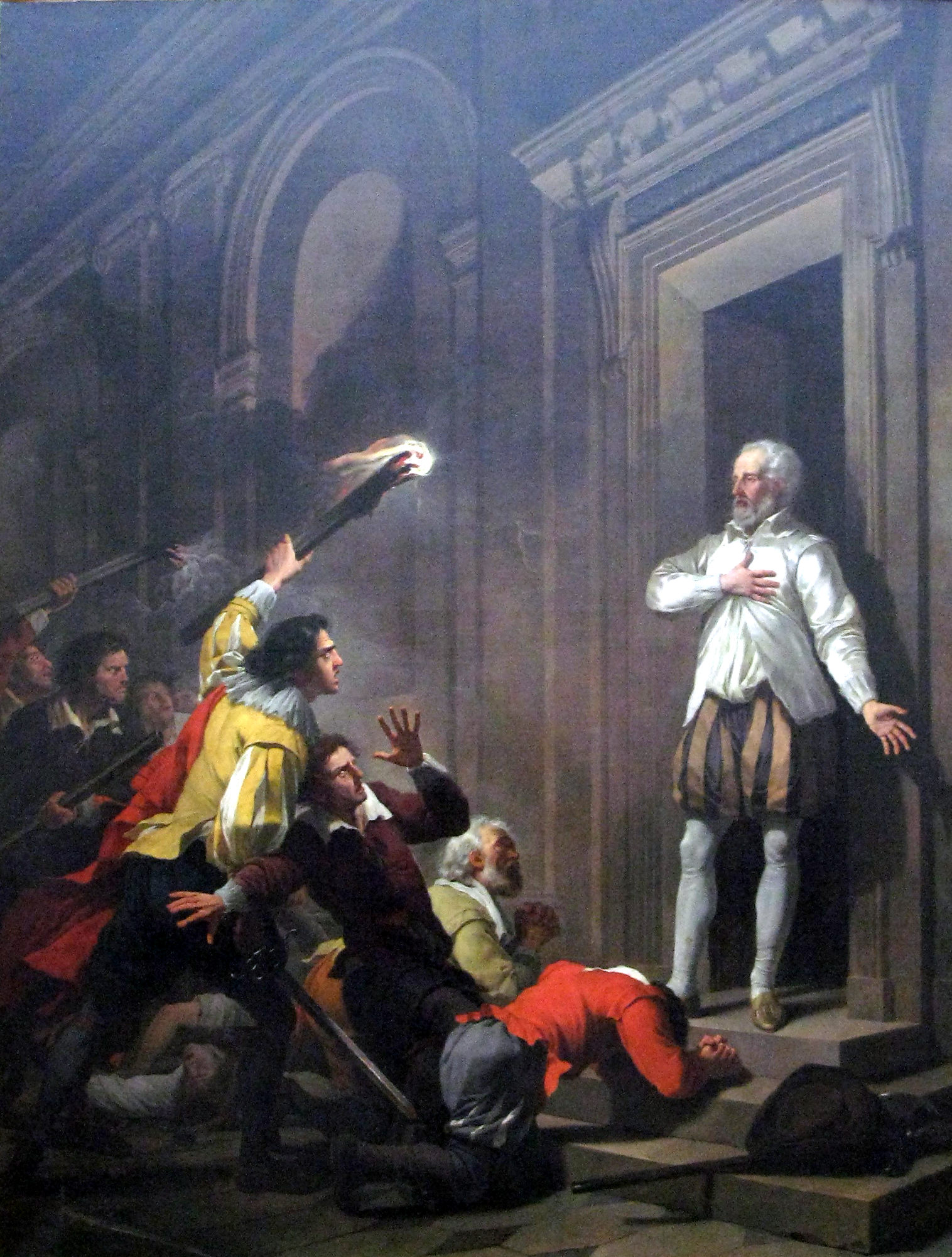
暗殺者と対するコリニー提督。
ジョゼフ＝ブノワ・シュヴェ画。1787年。

コリニー提督暗殺の企ては大量虐殺へと至る危機の引き金となった。コリニー提督は最も尊敬を集めていたユグノーの指導者であり、加えて国王とも緊密な関係を持っていたものの、母后からは信用されていなかった。ユグノー貴族たちは国王に真相究明を強硬に求めた。母后カトリーヌの昼食中にプロテスタントたちが部屋に押し入って法の裁きを要求し、何人かは脅迫的な言辞を弄している。ユグノーによる報復の懸念が増大した。兵4000を率いたコリニー提督の義弟がパリ郊外に駐屯しており、彼らが攻撃を計画していたという証拠はないが、市内のカトリックたちはこの軍隊がギーズ家もしくはパリ市民に対して報復を行うのではないかと恐怖した。
カトリーヌはテュイルリー宮でアルベルト・デ・ゴルディ、コンテ・デ・リッツらイタリア人顧問官と会合を持った。8月23日夕刻、カトリーヌはシャルル9世を訪れ危機について協議し、それまでコリニー提督に好意的だった国王は説得に屈して「そうだ皆殺しだ！皆殺しにしろ！」と命じた。タバンヌ元帥はカトリーヌがテュイルリー宮殿に軍事会議を召集し、次の行動を計画して「提督に対する企ては戦争を引き起こすので、彼女と我々はパリを戦おうとの提案に同意した」と回想している。しかしながら、シャルル9世が「皆殺しにしろ」との命令を下したとき、彼が意図していたのはカトリーヌが提出した名簿の人々であり、しばしば言われるようなユグノー全体ではなかった。カトリーヌと顧問官たちはユグノーがコリニー提督襲撃への復讐を求めて武装蜂起することを予期しており、それ故に彼らはユグノーの指導者たちが結婚式の為にパリに滞在している間に先制して彼らを粛清することを選択したのである。
この決定が下されるとパリ市政当局者たちが召集され、プロテスタントの武装蜂起を防ぐために城門を閉じ、そして市民を武装させるよう命じられた。国王のスイス人傭兵にはリストに記載されたプロテスタント指導者を殺害する任務が与えられた。
今日では正確な事件の経過と虐殺の開始時を定めることは困難であるが、その合図はルーヴル近くのサン・ジェルマン・ロクセロワ教会（フランス国王の教区教会）の朝の祈り（深夜から夜明けの間）の鐘の音であったであろう。
サン・バルテルミの祝日である翌8月24日夜明け前にギーズ公家臣の一団がコリニー提督の宿舎に押し入って彼を寝台の上で刺殺した。遺体は窓から投げ出され、暗殺者たちは国王と母后に供するためにコリニー提督の首を斬って立ち去り、残された体は群衆によって切り刻まれ、胴体はセーヌ川の岸辺まで運ばれて絞首台に吊るされ、そして「豚のように」焼かれた。
その後、ルーヴル宮に滞在していたユグノー貴族をスイス人傭兵が中庭へと追い立て、そこで虐殺した。ナバラ王と一部の貴族たちは、キーズ家の勢力を必要以上に増長させぬ配慮から死を免れている。
サン・ジェルマン・ロクセロワ教会の鐘の音を合図に宮廷外のユグノー貴族も襲撃・殺害された。だが、事態はシャルル9世やカトリーヌの統制を越えて暴走し、サン＝ジェルマン勅令以来、形成されていた緊張は民衆暴動のかたちで爆発する。民衆が市内のプロテスタントを狩り立て始めた。プロテスタントが家から逃げられないように道路に鎖が張られ、民兵や群衆がユグノー商家を略奪し、女子供そして赤子まで見境なく虐殺した。死体は荷馬車に積まれ、セーヌ川に投げ捨てられた。国王の制止にも拘らず、パリ市内での虐殺は3日間続いた。犠牲者には哲学者ピエール・ラムスが含まれる。また、この虐殺の混乱に巻き込まれて多数のカトリック市民も殺害されている。
ユグノーの首領であったナバラ王とその従弟のコンデ公アンリ1世はカトリックに改宗することで助命された。
8月26日、国王と宮廷は事件に関する公式見解をパリ高等法院で発した。親裁座を開いたシャルル9世は「王室に対するユグノーの陰謀を阻止すべく虐殺を命じた」と宣言した。市内の一部で虐殺が続いている最中に祝祭と行列が催された。

虐殺の経過
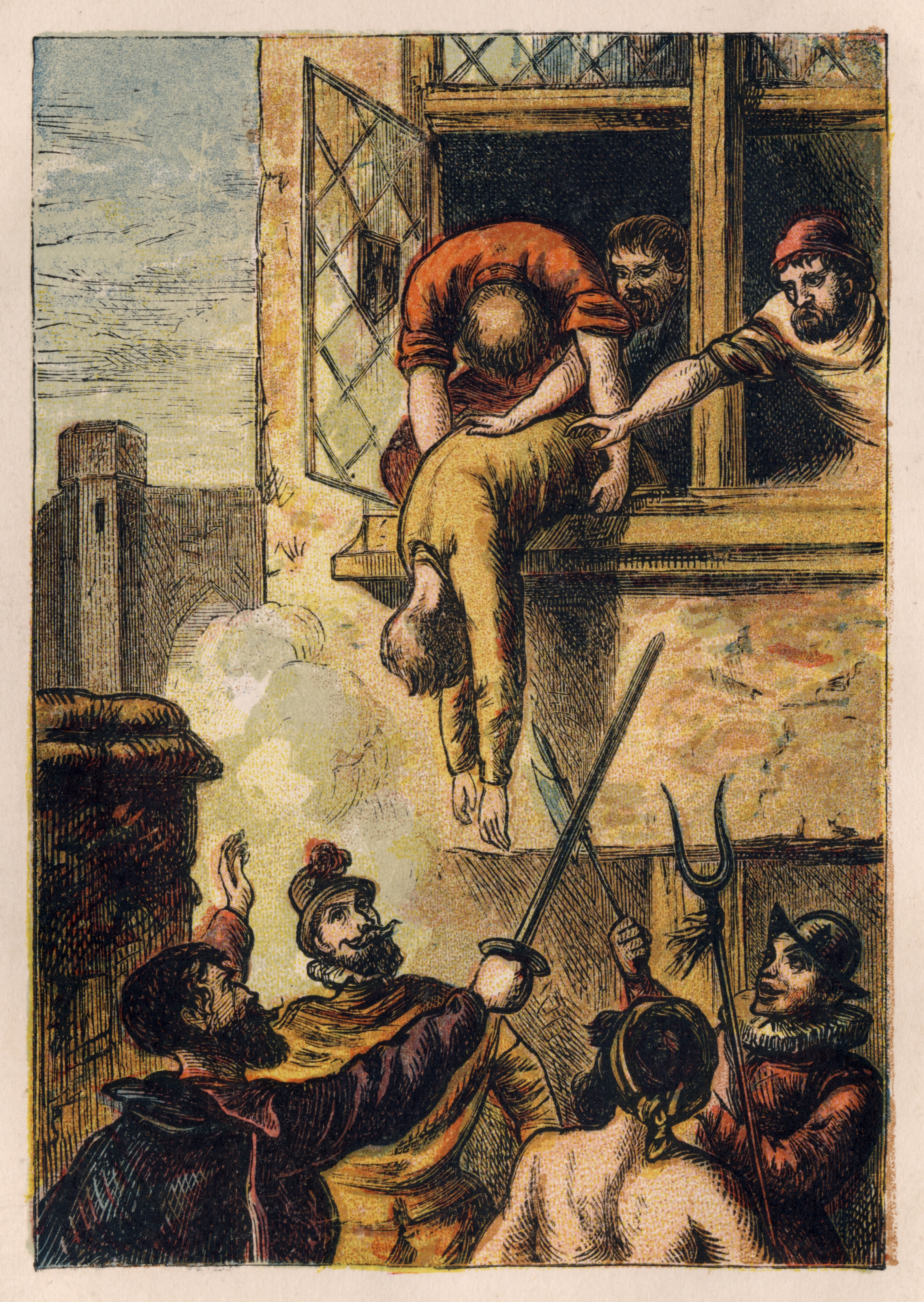
1.コリニー提督の死。 ヨーゼフ・マルティン・クロンハイム（英語版）画。1887年。
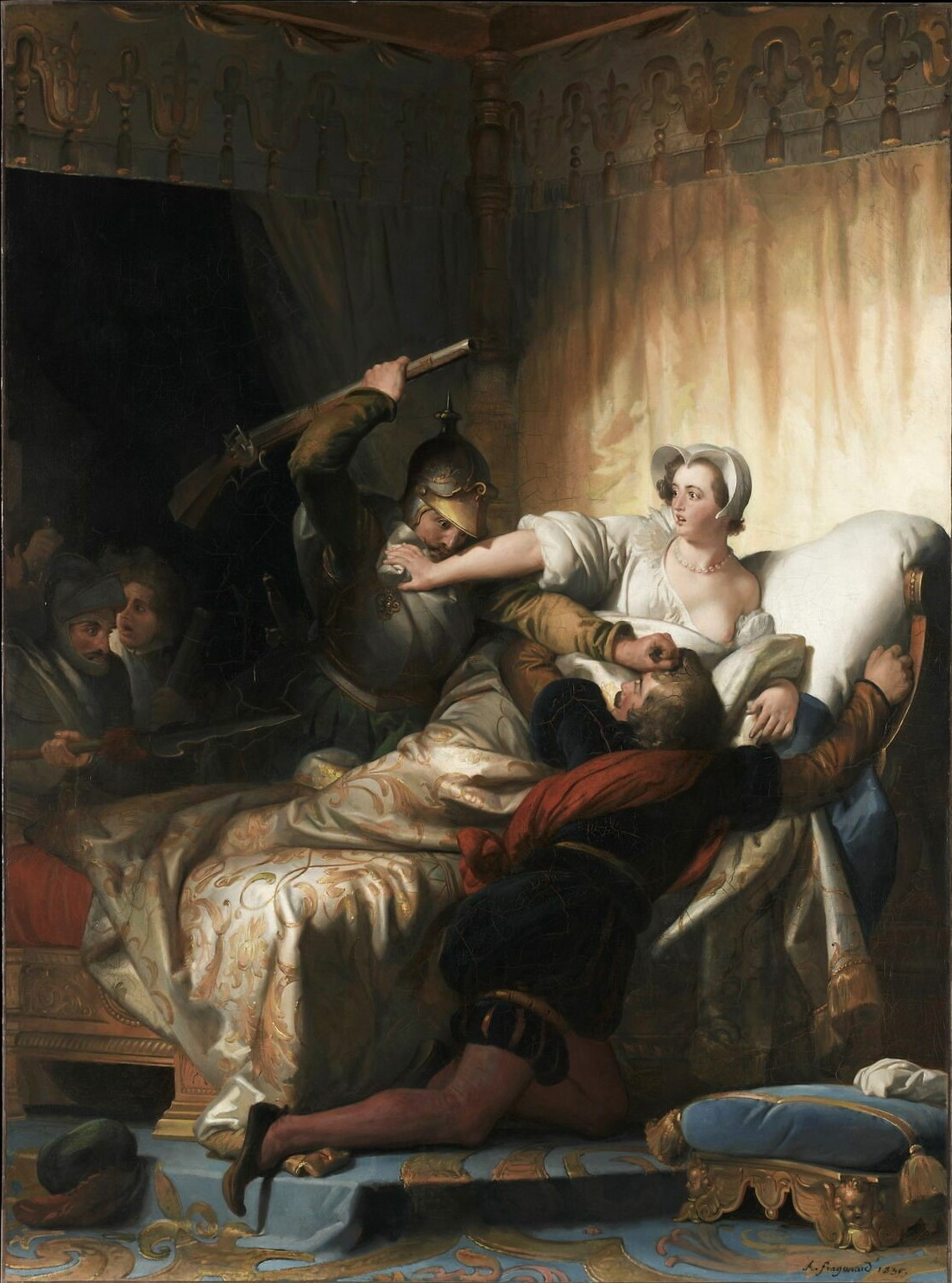
2.ルーヴル宮での虐殺。王妹マルグリットの寝室に逃げ込むユグノー貴族。 アレクサンドル＝エヴァリスト・フラゴナール（英語版）画。1836年。
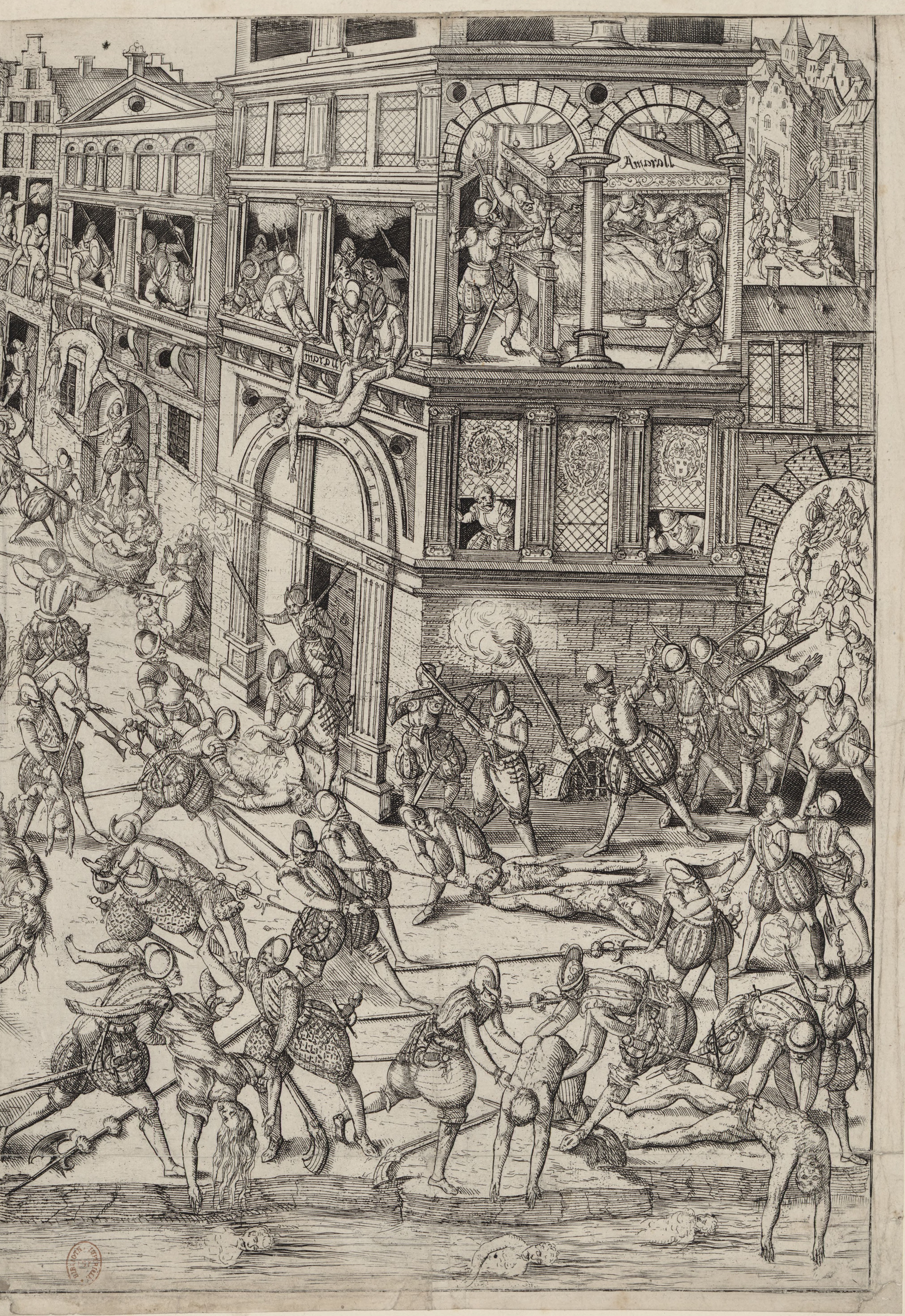
3.パリ市内での大量虐殺。 同時代の版画
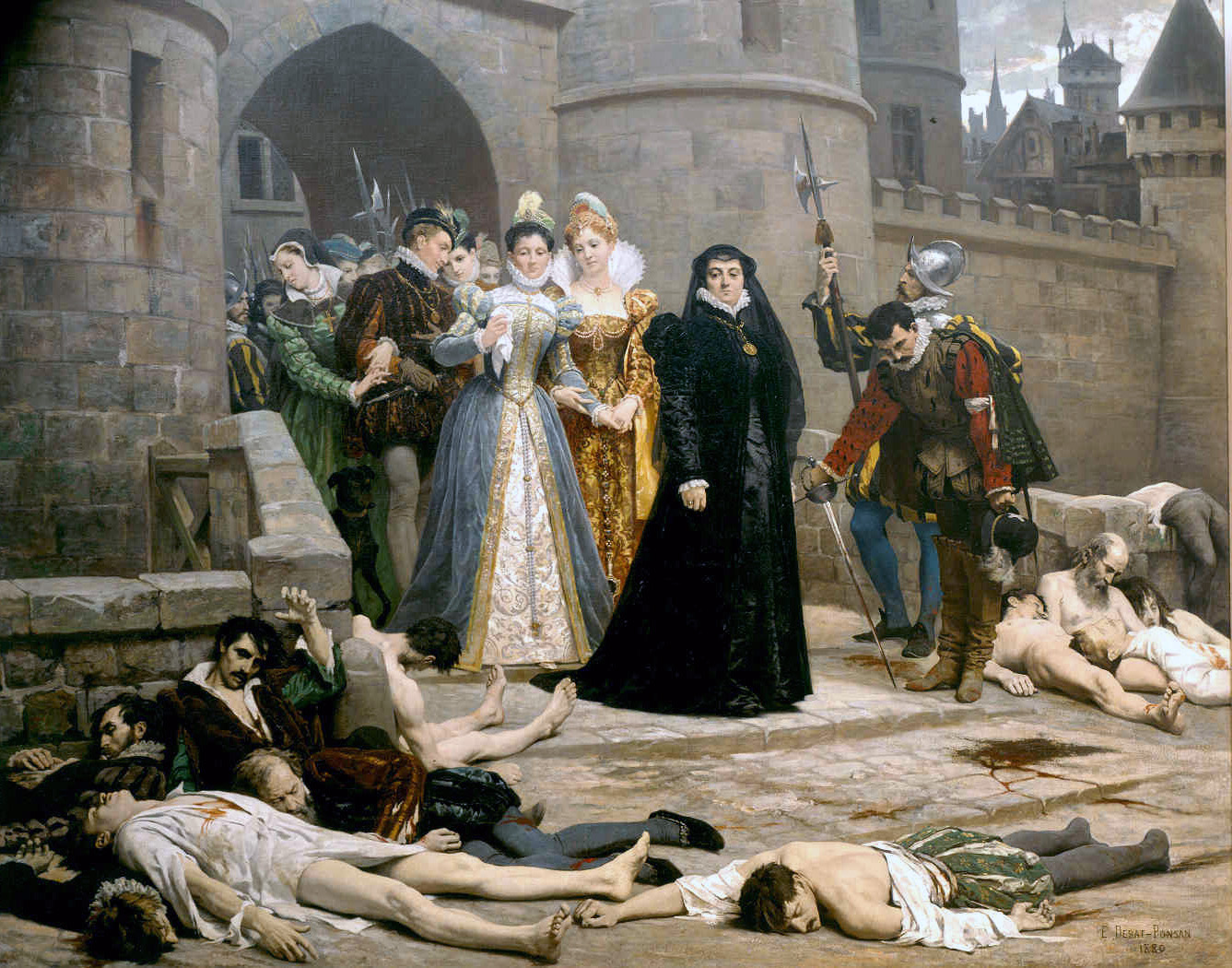
4.虐殺跡を視察する母后カトリーヌ・ド・メディシス 『ある朝のルーヴル宮城門』 エドワール・ドゥバ・ポンサン画。1880年。
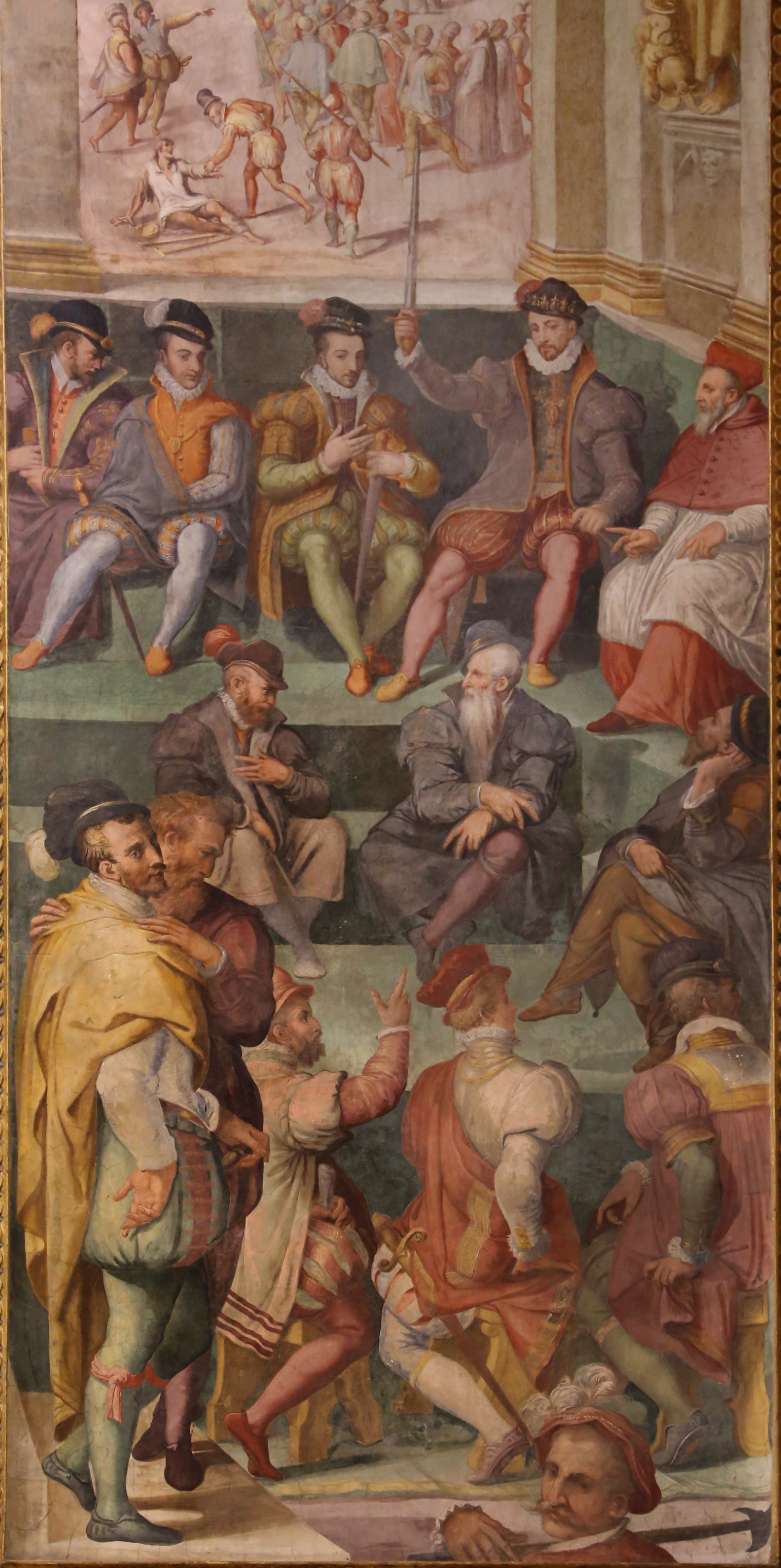
5.パリ高等法院でユグノー虐殺の正当性を訴えるシャルル9世。 グレゴリウス13世がジョルジョ・ヴァザーリに描かせたフレスコ画。1572-73年。

### 地方
虐殺はフランス各地に広まり、秋まで続いた。歴史家ジュール・ミシュレは「サン・バルテルミは一日ではなく、一季節だった」と述べている。
シャルル9世は8月24日に地方の長官たちに暴力を妨げ、1570年の勅令を遵守するよう命じたが、8月から10月にかけてトゥールーズ、ボルドー、リヨン、ブールジュ、ルーアン、オルレアン、モー、アンジェ、ラシャリテ、ソミュール、ガヤックそしてトロワの12の都市でパリと同様のユグノー虐殺が発生した。ほとんどはパリからの虐殺のニュースが到着した直後に起こっているが、幾つかの場所では1ヶ月以上遅れて発生している。
幾つかの事例ではカトリックの市民は国王から虐殺を命じられたと信じており、それ以外の事例では明らかに地方貴族やその代理人から命令を受けている。ギーズ派は虐殺を望んでいたが、この様な命令を国王から受けていたことは疑わしい。アンジュー公（国王の弟）からの正真の書簡は国王の名で虐殺を促している。幾つかの都市では虐殺は群衆によって主導され、市当局がこれを鎮圧しようとしており、またその他の都市では兵士や官吏の集団が少数の群衆ともにプロテスタント粛清を始めている。リヨンでは異なる命令が届き、市政当局者の対応が混乱している間に扇動された群衆によるユグノー虐殺が起こり、著名な作曲家クロード・グディメル も犠牲となった。ボルドーでは9月29日にイエズス会のエドモンド・オージェが扇動的な説教を行い、その数日後に虐殺が発生している。一方で、ユグノー粛清の命令を受けたナントでは、幸運なことに市長が1週間後に国王の名義でまったく逆の命令が届くまで、この手紙の公表を差し控え、虐殺は回避されている。
虐殺後の諸都市におけるユグノーコミュニティの損失は人数的には犠牲者数よりもはるかに多かった。虐殺の翌週、ユグノーに対する明らかに威嚇的な雰囲気に応じて、ユグノーの大量改宗が行われた。数百人が殺されたルーアンではユグノーコミュニティは虐殺やより安全な都市や外国への避難によって16,500人から3,000人に縮小している。暴力が発生していなかった幾つかの都市でもユグノー人口の顕著な減少が見られる。
虐殺から程なく、両陣営は第四次戦争の準備を行い、戦争はこの年末に再開した。

### 犠牲者数
虐殺の犠牲者数の見積もりはローマ・カトリックの弁明者による2,000人から、自らも危うく死を免れた同時代のユグノーであるシュリー公による70,000人に及ぶ。正確な犠牲者数は未だに算定されておらず、現代の歴史家たちの見積もりでさえ、相当な幅がある。最少の見積もりはパリで約2,000人、地方で3,000人である。その他の見積もりはパリで3,000人、地方で7,000人の合計10,000人である。最大が20,000人以上または「同時代の無党派の人物による推測」に基づく合計30,000人である。パリに関する唯一の確実な数値は、パリ市がセーヌ川下流の岸から死体を引き揚げて埋葬した労働者に賃金を支払った際の数値の1,100人である。その他の支払額に関連する遺体数はここから計算されている。

## 虐殺の影響

### 国内外の反応

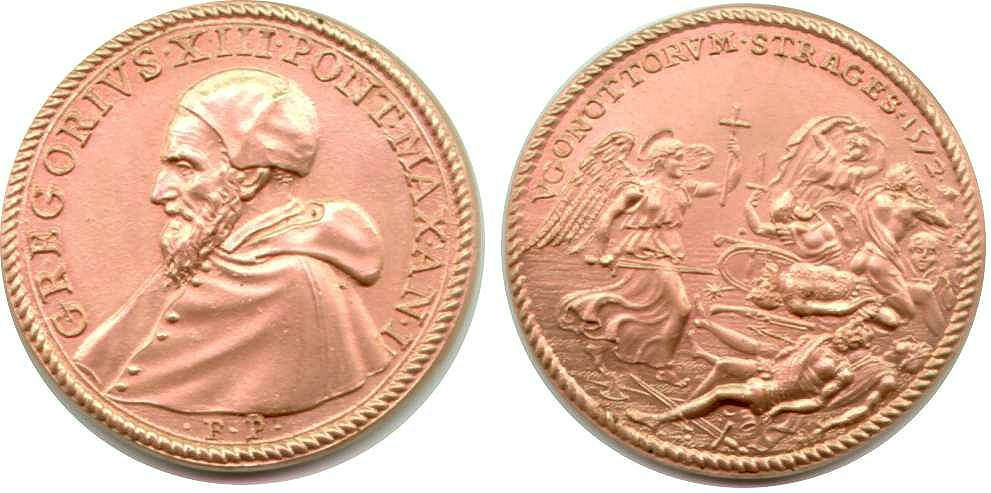
ローマ教皇グレゴリウス13世のメダル

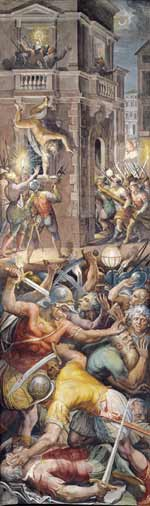
グレゴリウス13世がジョルジョ・ヴァザーリに描かせたフレスコ画。1572-73年。

内外のカトリックは（少なくとも当初は）虐殺をユグノーによるクーデターの脅威に対する正当防衛であると見なしていた。コリニー提督の首は教皇グレゴリウス13世の元へ送り届けられ、教皇は国王に黄金のバラを贈った。教皇は神への感謝を捧げるためにテ・デウムを唱歌するよう命じ（この慣例は数年後まで続いた）、「ユグノー撲滅　1577年」（Ugonottorum strages 1577）の標語とともに虐殺されたプロテスタントの隣に十字架と剣を掲げた天使を刻んだメダルを発行させた。
また、教皇はジョルジョ・ヴァザーリに1571年のレパントの海戦でのトルコ人に対する勝利と組み合わせになるコリニー提督の負傷、彼の死そして高等法院におけるシャルル9世からなる三点のフレスコ画の製作を依頼した。虐殺は神聖なる懲罰であると解釈され、コリニー提督はキリスト教世界に対する脅威であると見なされていたので、教皇は1572年9月11日をレパントの海戦とユグノー虐殺の合同祝祭日とした。カトリック教会はこの虐殺を公式に謝罪したことがないが、虐殺の本質が次第に明らかになると教皇庁における個人的な懸念が高まった。グレゴリウス13世本人もコリニー提督暗殺未遂犯とされるシャルル・ド・モールヴェールとの接見を拒否している。
虐殺の報告を受けたスペイン王フェリペ2世は生涯でただ一度の笑みをこぼしたという。一方で、シャルル9世の舅の神聖ローマ皇帝マクシミリアン2世は虐殺を「恥ずべくこと」と述べて激怒している。フランスの穏健派カトリックは宗教統一がかくも多くの流血の価値があるものなのかと動揺し、宗派間の利益よりも国家の統一に重きを置くポリティーク派と呼ばれる運動の人数を増大させ始めた。

### 暴君放伐論とポリティーク
カルヴァンは信徒に抵抗を認めなかったが、ユグノーに対する弾圧が強くなると、ユグノーたちの間に支配権力に対する抵抗理論が現れた。サン・バルテルミの虐殺によって宗教対立がいよいよ抜き差しならない段階に入ると、武力抵抗を肯定する必要が生じた。こうして武力抵抗を肯定する理論として暴君は打倒しても良いとする暴君放伐論が現れ、暴君放伐論者をモナルコマキという。暴君放伐論として代表的なのはテオドール・ド・ベーズの『臣民に対する為政者の権利について』（1573年）とデュプレシ・モルネとランゲが著したと推定される『暴君に対する反抗の権利』である。

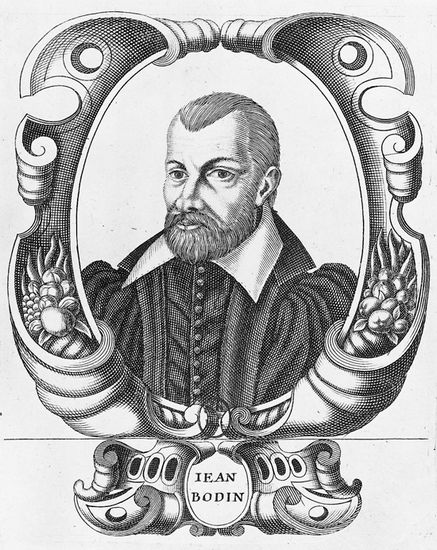
ジャン・ボダン

ベーズは為政者が人民の同意しない権力を行使した場合は、これに抵抗することが可能であるという。ただし抵抗の主体となることができるのは個々の人民ではなく、三部会もしくは大貴族によってのみ国王を放伐することが可能であるとした。後者の著作はベーズのものより体系的な政治理論を展開しており、一連のユグノーの暴君放伐論の中では絶頂であると考えられている。
一方で、カトリック穏健派はモナルコマキたちが君主への抵抗に神との契約違反を見たり、教皇の承認を重視したりする傾向に批判的であった。彼らはむしろ国家を重視し、宗教上の問題に寛容な解決をもたらすことで、政治的統一を尊重すべきと説いた。宗教よりも政治的配慮を優先する彼らはポリティークと呼ばれた。
ポリティークの代表的論者はジャン・ボダンで、彼は一方で近代的な主権理論の祖ともいわれる。ボダンは中世的な国王大権を発展させて、主権概念をつくった。この主権とは、国家を支配-被支配の関係で捉えた際に支配者側が持つ絶対的な権限のことで、国王にのみ固有のものである。彼によれば、「国家の絶対的な権力が主権」であり、「主権による統治が国家」である。つまり主権は国家そのものと不可分である。要するに、伝統的な封建制や従来の身分制社会では、国王と末端の被支配者である人民との間に、大貴族や群小の領主のように中間権力が存在したが、ボダンは主権を設定することによって、中間権力を排除して、支配者と被支配者の二者関係で国家を定義した。これによりモナルコマキたちが主張した、貴族などが支配権の一部を分担しているという観点から抵抗権を認める暴君放伐論を否定した。

## 事件後
サン・バルテルミの虐殺で大打撃を受けたユグノーはラ・ロシェルに集結して抵抗の意思を示し、第四次戦争に突入する。王弟アンジュー公率いるカトリック軍がこれを攻撃したが、1573年7月にブローニュ王令が出されて和議が成立した。ユグノーは1574年に第1回改革派政治会議を開き、ユグノーの優勢な地域での徴税とそれを財源とした常備軍設立を決定し、ほとんど独立した状態となった。1574年5月にシャルル9世は死去し、弟のアンリ3世が即位した。
その後、数次の開戦と休戦を繰り返したが、第四王子アラソン公フランソワやモンモランシー家が中心となった穏健派カトリックのポリティーク派がユグノーと同盟を結んで優勢になった。ナバラ王アンリは1576年に宮廷から脱出してプロテスタントに再改宗している。1581年にユグノーはナバラ王を「保護者（"Protecteur"）」として推戴した。1584年6月に王弟アンジュー公フランソワ（元アラソン公）が死去し、サリカ法に則り、ナバラ王が筆頭王位継承権者となる。
危機感を持ったカトリック陣営はスペインの後ろ盾を得てギーズ公アンリを盟主とする「カトリック同盟（ラ・リーグ、"la Ligue"）」を結成して対抗した。カトリック同盟はアンリ3世にナバラ王の王位継承権無効を迫り、内乱は宗教問題に王位継承問題が加わって、国王アンリ3世、カトリック同盟のギーズ公アンリそしてユグノー陣営のナバラ王アンリによる「三アンリの戦い」と呼ばれる様相を呈するようになる。
1588年にパリで発生した「バリケードの日」事件でカトリック同盟が国王に対して優勢に立ち、ほとんど全ての要求を受け入れさせたが、アンリ3世は巻き返しを図り、同年に開催されたブロワ三部会の際にギーズ公アンリを暗殺した。この時、病床にあった母后カトリーヌは息子の愚行を嘆きつつ程なく死去している。
アンリ3世はナバラ王と同盟してパリ奪回を図るが、翌1589年には国王も同盟側によって暗殺され、ヴァロワ朝は断絶した。ナバラ王アンリが王位を継承してブルボン朝が開かれた（アンリ4世）。カトリック勢力はアンリ4世の王位を拒否して根強く反抗した。1593年にアンリ4世はカトリックに改宗することで、翌年パリに入城することができた。この改宗によってカトリック勢力は次々とアンリ4世に帰順し、内乱は終息へと向かう。
アンリ4世の改宗に改革派は危機を覚え、改革派政治会議を全国組織にし、会議は1595年から1597年の間、王権と並ぶ統治機関として機能した。これに対しアンリ4世は改革派に宗教上の保証を与えるナントの勅令を1598年に発布した。改革派はこれに満足し、王権への忠誠を誓った。
結果的に結婚式がサン・バルテルミの虐殺の契機となったアンリ4世とマルグリットは不仲となり、子もなかった。このため二人は、1599年に離婚している。
ナントの勅令で信仰を寛容されたユグノーは幾つかの安全保障都市を与えられてフランス内で独自の勢力を保つようになったが、ルイ13世の治世に度々の討伐を受けて、その特権は縮小した。そして1627-28年にリシュリュー枢機卿率いる国王軍にラ・ロシェルを包囲されて降伏し、すべての特権を失い辛うじて制限付きの信仰の自由だけが残された。だが、ルイ14世の治世になって迫害が強まり、1685年のフォンテーヌブローの勅令でナントの勅令は撤廃され、ユグノーは信仰の自由すら奪われ、多くのユグノーが国を捨てることになった。このため、現代のフランスではプロテスタント人口は1.7％と少数派になっている。

## 作品

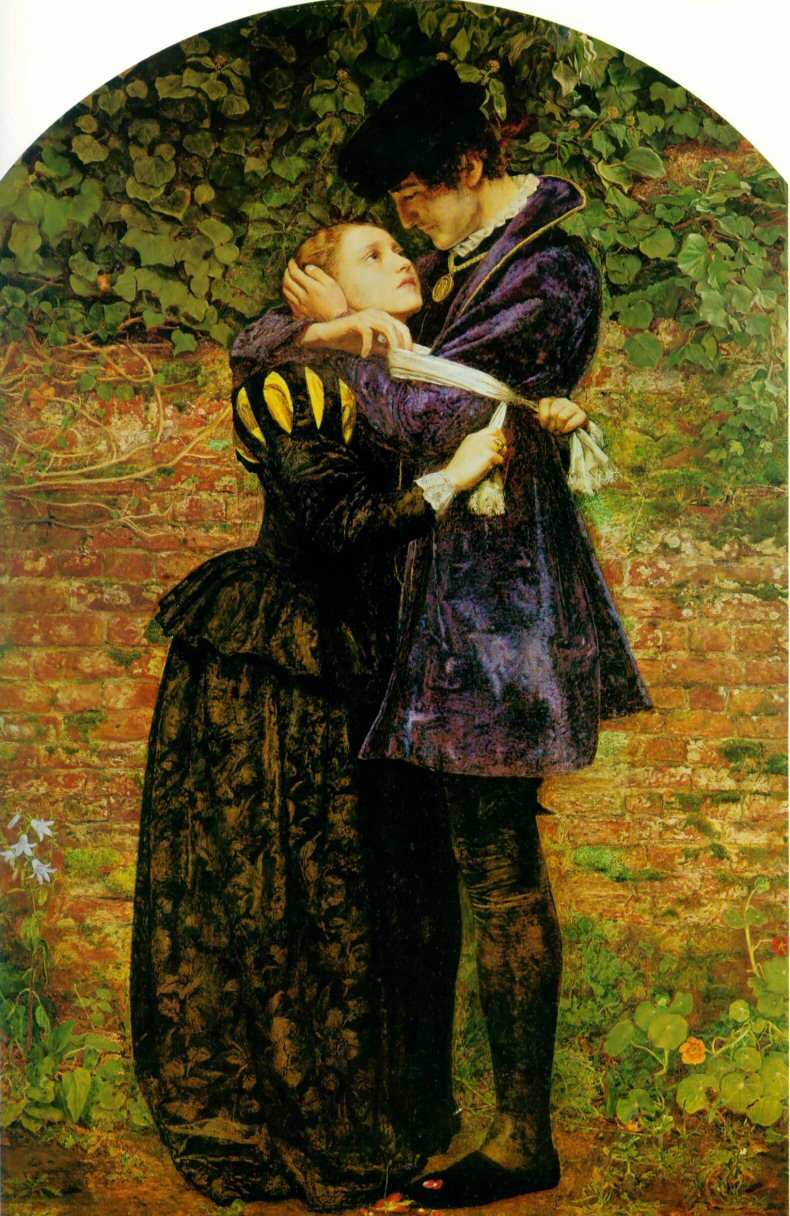
『サン・バルテルミの日のユグノー』。ミレー画。1852年

エリザベス朝時代の劇作家クリストファー・マーロウは英訳されたユグノーの作品やおそらくは彼の故郷カンタベリーに避難してきた難民を通じてこの事件について熟知していた。彼はこの事件を題材とした強い反カトリック・反フランス的な作品『パリの虐殺』（The Massacre at Paris）を著した。この題材は1772年に上演されたルイ＝セバスチャン・メルシエの作品"Jean Hennuyer, Bishop of Lizieux"でも取り上げられている。この作品はエリザベス・インチボルドによって英訳翻案され、1792年に上演された。
フランス革命の時期に上演されたマリー＝ジョゼフ・シェニエの作品『シャルル9世、または王様の学校』（Charles IX）はこの虐殺を教訓とする強い反王権・反宗教を描き大成功を収めた。シェニエは自らの主張を政治家として実践する機会を得ており、ルイ16世やその他多くの処刑の票決に加わっており、その中にはおそらくは彼の兄アンドレ・シェニエが含まれる。しかしながら、恐怖政治が終焉する以前に彼自身が穏健派の嫌疑をかけられて危険にさらされている。
この題材は小説化もなされており、主な作品にはプロスペル・メリメの『シャルル九世年代記』（Chronique du règne de Charles IX、1829年）やアレクサンドル・デュマ・ペールの『王妃マルゴ』（La Reine Margot、1845年）がある。デュマの小説を原作とした映画に『バルテルミーの大虐殺』（主演：ジャンヌ・モロー、1954年）と『王妃マルゴ』（主演：イザベル・アジャーニ、1994年）がある。
この虐殺を非常に大まかにだが題材としたフランス・グランド・オペラ 『ユグノー教徒』（Les Huguenots、1836年）はジャコモ・マイアベーアの代表作の一つとなっている。

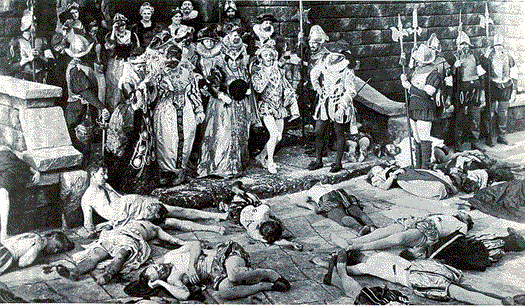
映画『イントレランス』のサン・バルテルミの虐殺の場面

ラファエル前派の画家ジョン・エヴァレット・ミレーは『サン・バルテルミの日のユグノー』（A Huguenot、1852年）において虐殺の場面での感傷的な情景を描いた。この作品ではカトリックの女性がユグノーの恋人にカトリックの印である白いスカーフを身に付けるよう説得するが、信仰に忠実でありたい男性は穏やかにこれを拒否している。ミレーはマイアベーアの『ユグノー教徒』を観賞した際にこの作品の着想を得た。
サン・バルテルミの虐殺とその周辺の出来事はD・W・グリフィスの大作映画『イントレランス』（1916年）のオムニバスに組み込まれている。映画ではカトリーヌ・ド・メディシス（ジョゼフィン・クロウェル）が虐殺を計画し、息子のシャルル9世（フランク・ベネット）にこれを認可するよう強制する。その他の登場人物にはナバラ王アンリ、マルグリット・ド・ヴァロワ（コンスタンス・タルマッジ）、コリニー提督（ジョセフ・ヘナベリー）そしてアンジュー公（ホモセクシャルとして描かれている）がいる。この作品では事件に巻き込まれたユグノーの家族の創作場面と並行して史実の場面が描写された。